# 伊庭孝
伊庭 孝（いば たかし、1887年（明治20年）12月1日 - 1937年（昭和12年）2月25日）は、日本の俳優、演出家、作詞家、音楽評論家。佐々紅華、田谷力三、藤原義江らとともに「浅草オペラ」を築き上げた。

## 来歴・人物

### 生い立ち
1887年（明治20年）12月1日、東京市神田駿河台に雑誌社経営者の伊庭真の次男として生まれる。幼少期に両親を相次いで亡くし、本家である心形刀流宗家当主伊庭想太郎の養子となる。番町小学校から東京府立一中に進学し、谷崎潤一郎らと同期だった。14歳のとき、養父の想太郎が刺殺事件を起こしたため府立第一中学を中退し、実兄で医師の伊庭秀栄がいた大阪に移り、天王寺中学に転校する。折口信夫や緒方章らと親交を結び、校友会雑誌『桃蔭』に中学生とは思えぬ端麗な随想を幾編も寄稿した。また、幼い頃から西洋音楽に親しみ、数種の楽器を弾きこなし、英独語などの外国語を得意とした。緒方の紹介で日本基督教団天満教会に通い、牧師の長田時行より洗礼を受ける。同志社神学校（現 同志社大学神学部）に入学するも、高畠素之、遠藤友四郎らとともに学内で社会主義を唱え、1年半ほどで中退する。上京し、同志社の関係者が営んでいたキリスト教系の出版社警醒社書店に洋書係として勤務のかたわら、歌舞伎や新劇に触れ、友人を通じて『文章世界』に寄稿し、上山草人らと知り合い、『演劇評論』を創刊するなど演劇に傾倒していく。

### オペラのあけぼの
1912年（大正元年）10月、24歳のとき、上山草人らと「近代劇協会」を設立、有楽座での旗揚げ公演はイプセン作の『ヘッダ・ガブラー』、翌1913年（大正2年）3月、帝国劇場でグノー作のオペラ『ファウスト』を上演、オーケストラの指揮は竹内平吉が執った。語学の得意な伊庭は、訳語に間違いを見つけ、訳者の森鷗外に礼を言われている。
1915年（大正4年）4月4日、ピアニスト沢田柳吉の紹介でダンサー高木徳子と出会う。翌1916年（大正5年）9月、28歳のとき、高木とともに「歌舞劇協会」を設立、川上貞奴の一座との合同公演を甲府、暮れには赤坂区溜池（現在の港区赤坂1-2丁目あたり）で行う。このときのメンバーに岸田辰彌、沢モリノがいた。明けて1917年（大正6年）1月22日、浅草公園六区の根岸興行部「常磐座」でオペラ『女軍出征』を上演、大ヒットする。ここから「浅草オペラの時代」が始まるとされる。
1918年（大正7年）9月、有楽座でビゼー作の『カルメン』、伊庭作・竹内作曲の新作オペラ『沈鐘』を上演する。高木、岸田らのほか、石井漠が加わっていた。
1919年（大正8年）には高木は松竹の専属になり、伊庭は松竹傘下で「新星歌舞劇団」を結成。岸田辰彌、高田雅夫、高田せい子、戸山英二郎（藤原義江）らローヤル出身者がそのメンバーで、小杉義男は伊庭の門下生となった。同年5月に「夷谷座」で伊庭の新作『無頼漢、戦争の始終』を公演、翌6月には岸田は退団して宝塚歌劇団入り、同年10月、高木が27歳で死去、翌1920年（大正9年）3月、藤原がイタリアへ留学へ立つ。
そこで、同1920年8月、根岸興行部の「金龍館」館主・根岸吉之助が、伊庭、高田夫妻、清水金太郎・清水静子の夫妻、田谷力三、堀田金星といった「新星歌舞劇団」幹部を松竹から引き抜き、根岸専属とし、「根岸大歌劇団」を結成、同年10月11日に伊庭作詞、竹内平吉作曲、高田雅夫コレオグラフによる新作オペラ『釈迦』を公演、『嫁の取引』公演では高田の弟子として同劇団に参加した二村定一（当時「二村貞一」）が初舞台を踏んでいる。1921年（大正10年）8月10日、佐々紅華（東京蓄音器社員）とともに退団、奈良県生駒山に「生駒歌劇団」を結成する。山頂で8月に竹内作曲の『入鹿物語』、9月に『嘘の皮』などを上演したが、10月には解散し、伊庭は引退を表明する。

### 評論とラジオ歌劇
その後、伊庭はオペラの出演や作演出からは離れ、音楽評論に没頭する。1923年（大正12年）9月1日の関東大震災による「浅草オペラ」の崩壊とも無縁の状態となっていた。それでも、1927年（昭和2年）2月20日には、伊庭の訳したマスカーニ作の『カヴァレリア・ルスティカーナ』が、田谷力三、佐藤美子、松平里子、内田栄一の出演と近衛秀麿の指揮、JOAKオーケストラの演奏により、「ラヂオ歌劇第一回」として生放送されている。第2回は3月27日放送のベートーヴェン作の『フィデリオ』、第4回は5月19日放送のモーツァルト作の『フィガロの結婚』、第5回は6月16日放送のグノー作の『ファウスト』、第7回は7月19日放送のサリヴァン作の『軍艦ピナフォア』、と、このまま1936年（昭和11年）まで、根気よくこの新しいメディアでのオペラにつきあっている。
音楽理論についての書物を著し、また、雑誌『音楽世界』（音楽世界社）に執筆、ジャズの訳詞などを手がけた。1929年（昭和4年）、西條八十と流行歌論争を展開した。1930年（昭和5年）には、のちのタップダンサーの草分けとなる、まだ14歳の中川三郎に楽劇理論を教えている。大日本音楽協会（1932年-1941年）常務理事、楽器改良研究会幹事長、日本大学芸術科講師も歴任した。後年は「いば・こう」と自署。
1937年（昭和12年）2月25日に死去。49歳没。友人たちによって行なわれた音楽葬が、日本での「音楽葬」の始まりとなった。雑誌『レコード音楽』の11巻4号は伊庭の追悼号となった。妻は歌劇団員の小野喜美子。

### 伊庭歌劇賞
そのオペラへの業績を記念して1948年から「伊庭歌劇賞」が設けられ、1957年まで10回実施された。

## 代表曲
- 『アロハ・オエ』、ハワイ民謡
- 『ブロードウエイ小唄』
- 『インドの歌』、リムスキー＝コルサコフ
- 『もう飛ぶまいぞこの蝶々』、ヴォルフガング・アマデウス・モーツァルト
- 『懐かしの我がケンタッキーの家』、スティーブン・フォスター
- 『私の太陽』（オー・ソレ・ミオ）、エドゥアルド・ディ・カプア
- 『はるかなるサンタルチア』、ナポリ民謡

## 著書

### 単著
- 『音楽読本』文化生活研究会〈音楽文化叢書 第1篇〉、1926年12月。 NCID BA32389861。全国書誌番号:43045180。
- 『明日の音楽』文化生活研究会〈音楽趣味叢書 第1編〉、1927年1月。 NCID BN15599269。全国書誌番号:47001167。
- 『管絃楽法』文化生活研究会〈音楽文化叢書 第2篇〉、1927年5月。 NCID BA48137278。全国書誌番号:46081299。
- 『日本音楽概論』厚生閣書店、1928年9月。 NCID BN09676263。全国書誌番号:47014141 全国書誌番号:50004521。
  - 『日本音楽概論』（限定・翻刻版）学術文献普及会、1969年6月。 NCID BN10154629。全国書誌番号:75047127。
- 『大楽典』白眉社、1929年9月。 NCID BA5381989X。全国書誌番号:47006184。
- 『歌劇大通』四六書院、1931年1月。 NCID BA30864181。全国書誌番号:47037907。
- 『日本音楽史』学芸社〈音楽講座 第17篇〉、1934年1月。 NCID BN11188932。全国書誌番号:47001781。
- 『名作歌劇解説』春秋社、1935年6月。 NCID BA60358425。
- 『最新楽典教本』シンフオニー楽譜出版社、1936年2月。 NCID BN14709612。全国書誌番号:46054199。
- 堀内敬三 編『雨安居荘雑筆』信正社、1937年3月。 NCID BA51866582。全国書誌番号:46045326。
- 『大楽典』白眉社、1949年3月。 NCID BA30407361。全国書誌番号:49001145。
- 『日本音楽史』音楽之友社〈音楽文庫 8〉、1950年11月。 NCID BN11182109。全国書誌番号:51001147。
- 『シューマン』音楽之友社〈音楽文庫 13〉、1950年11月。 NCID BN11179975。全国書誌番号:51001148。
- 『高等学校用 楽典講義』白眉音楽出版社、1951年8月。 NCID BA90620662。全国書誌番号:54008983。

### 編集
- 『西洋音楽小史』 近世、白眉出版社〈音楽講話叢書 第18編〉、1924年。 NCID BA48863418。
- 『対位法概論』白眉出版社〈音楽講話叢書 第20編〉、1924年9月。 NCID BA30443128。全国書誌番号:42011338。
- 『西洋音楽小史』 古代及中世、白眉出版社〈音楽講話叢書 第22編〉、1924年10月。 NCID BA48863418。全国書誌番号:42009881。
- 『音楽形式各論』白眉出版社〈音楽講話叢書 第26編〉、1925年5月。 NCID BA79836679。全国書誌番号:43041129。
- 『歌劇名曲集』 第1（独唱曲）、春秋社〈世界音楽全集 第14巻〉、1930年3月。 NCID BN07919750。全国書誌番号:47023779。
- 『歌劇名曲集』 第2（重唱曲及合唱曲）、春秋社〈世界音楽全集 第15巻〉、1930年9月。 NCID BN07919750。全国書誌番号:47023779。
- 『名曲解説交響曲』京文社〈名曲解説叢書 第1篇〉、1933年10月。 NCID BA32530008。全国書誌番号:47022584。
- 『名曲解説交響管絃楽曲 A-L』京文社〈名曲解説叢書 第2篇〉、1936年12月。 NCID BA45712766。全国書誌番号:46074095。

### 翻訳
- バナアド・ショウ『非武士道的三幕喜劇 チヨコレエト兵隊』新劇社、1913年10月。 NCID BN13868508。全国書誌番号:42003334。
- ホフマンスタール『窓に立てる女』現代社〈近代脚本叢書 第9編〉、1913年12月。 NCID BA56920459。全国書誌番号:42001948。
- リーマン『音楽美学』音楽世界社〈音楽世界叢書 第2編〉、1934年1月。 NCID BN11417778。全国書誌番号:47038637。
- リーマン『音楽美学』音楽之友社〈音楽文庫 85〉、1954年4月。 NCID BA65019992。全国書誌番号:54010924。

### 共著
- 伊庭孝、森岩雄、牛原虚彦『オペラと映画』文化生活研究会〈家庭科学大系 81〉、1928年6月。 NCID BA64404127。
- 辻荘一、吉田正、伊庭孝『宗教音楽』学芸社〈音楽講座 第16篇〉、1933年。 NCID BA64404127。

### 監修
- 『白眉音楽辞典』白眉出版社、1924年。 NCID BN1118335X。
  - 『白眉音楽辞典』（訂正版）白眉出版社、1928年5月。 NCID BB06546540。